# Miracle Man
"Miracle Man" es una canción de Ozzy Osbourne, del álbum de 1988 No Rest for the Wicked.

## Descripción
"Miracle Man", junto a "Crazy Babies" y "Breakin' All the Rules" fueron seleccionados como sencillos, cada uno acompañado de su respectivo video musical. La canción está basada en el escándalo desatado por el predicador evangelista Jimmy Swaggart, al ser descubierto con una prostituta en febrero de 1988. Swaggart permanentemente atacaba a los artistas como Ozzy Osbourne, sosteniendo que eran un mal ejemplo para la juventud, por lo que la canción hace mofa del desafortunado evento en el que fue descubierto el predicador.

## Videoclip
Se grabó un videoclip promocional para «Miracle Man», rodado en una antigua iglesia en Inglaterra. Osbourne aparecía caracterizado con una máscara de la cara de Swaggart, y utilizaron cerdos para llenar el espacio de la capilla. Ozzy relató a Guitar World que, cuando la música comenzó a atronar por los altavoces, «sesenta cerdos» se pusieron a defecar al mismo tiempo, lo cual tuvo consecuencias para su vestuario: «Llevaba puestas un par de botas de gamuza nuevas y nunca las volví a usar. No pude quitarles el jodido olor a mierda de cerdo de encima».

## Recepción
El sencillo no tuvo una gran acogida. Llegó al número 87 en el Reino Unido, pero no logró entrar en las listas de ningún otro país.

## Personal
- Ozzy Osbourne - voz
- Zakk Wylde - guitarra
- Bob Daisley - bajo
- Randy Castillo - batería
- Geezer Butler - bajo (video musical)